# 克里斯·蒂姆斯
克里斯·蒂姆斯（英語：Chris Timms，1947年3月24日—2004年3月19日），新西兰男子帆船运动员。他曾代表新西兰参加1984年和1988年夏季奥林匹克运动会帆船比赛，获得一枚金牌和一枚银牌。